# Lee Soon-won
Lee Sun-won (Hangul: 이순원) es un escritor moderno surcoreano.

## Biografía
Lee Soon-won nació en 1957 en Gangneung, en la costa del Mar del Japón. Cuando estaba en el bachillerato, decidió ser agricultor. Como forma de mostrar su nueva determinación, quemó el uniforme escolar en la playa y se mudó a una región montañosa en la provincia de Gwangwon, donde se dedicó a cultivar vegetales durante dos años. Su salud débil y el deseo de estudiar más le hicieron volver a la escuela. Finalmente entró en la universidad para estudiar Economía y tuvo un interés especial por la publicidad.

## Obra
Sus obras están llenas de personajes que llevan una vida de consumo fuera de las limitaciones establecidas por la sociedad o el orden tradicional. Estos personajes sirven como el lienzo sobre el que se bosquejan los valores y el estilo de vida de la nueva sociedad de consumo. Al mostrar el vacío y sinsentido de esas vidas, Lee Soon-won valora la vida contemporánea de forma pesimista.
Su mundo literario es diverso y difícil de categorizar. Ha vivido en áreas urbanas y rurales, en las montañas y en pueblos de la costa, y tiene una gran variedad de intereses, desde la tradición confuciana a la publicidad. Por eso sus obras muestran una gran cantidad de temas literarios. En "No hay salida en el distrito de Apgujeong", explora la idea radical del terrorismo como posible respuesta a la corrupción en la cultura capitalista. "Cara" es un relato sobre la Revolución Democrática del 19 de mayo, y Diecinueve años es una novela autobiográfica que pertenece al género de la novela de formación. Inocencia es una novela en entregas que describe la vida de una mujer que es herida por actos directos o indirectos de violencia.
Aunque trata temas diversos, sus obra comparte una preocupación subyacente por la creciente insensibilidad a la violencia y al cambio en la sociedad moderna y nuestra indiferencia al sufrimiento de los demás. Con el paso de los años el tono crítico de sus obras se ha suavizado. El color del agua, el diseño de esa tonalidad, publicado en 1996, marca un punto de cambio en la perspectiva del autor, de ser fría y analítica a ser cálida y compasiva. El color del agua, el diseño de esa tonalidad es una conmovedora historia sobre las dificultades de una familia y el amor maternal, en la que también explora los efectos negativos de la rápida industrialización.

## Obras traducidas al español
- Reflexiones sobre una medusa (Madrid, Trotta: 2005)
- El camino andado con mi hijo (Madrid, Verbum: 2009)

## Obras en coreano (lista parcial)
Recopilaciones de relatos
- El rostro (Eolgul, 1993)
- En busca de las palabras (Mal-eul Chajaseo, 1979)

Novelas
- El color del agua, el diseño de su tonalidad (Susaek, geu Mulbit Munui, 1996)
- Eunbiryeong (1997)
- Reflexiones sobre una medusa (Haepari-e gwanhan Myeongsang, 1998)
- Inocencia (Sunsu, 2000)
- Treinta y tres y cuarenta y seis (Seumulset, geurigo Maheunyeoseot, 2004)
- Modelo (2004)

## Premios
- Premio Literario Dong-in (1996)